# Communauté de communes de l’Isle-Crémieu
Die Communauté de communes de l’Isle Crémieu ist ein ehemaliger französischer Gemeindeverband mit Rechtsform einer Communauté de communes im Département Isère, dessen Verwaltungssitz sich in dem Ort Villemoirieu befand. Er lag am Nordrand des Département und umfasste sowohl eine flache Ebene am linken Rhoneufer wie auch eine sich daran anschließende Hochebene, das Plateau de Crémieu. Der Gemeindeverband bestand aus 21 Gemeinden auf einer Fläche von 228,3 km2.

## Aufgaben
Zu den vorgeschriebenen Kompetenzen gehörten die Entwicklung und Förderung wirtschaftlicher Aktivitäten und des Tourismus sowie die Raumplanung auf Basis eines Schéma de Cohérence Territoriale. Der Gemeindeverband betrieb die Straßenmeisterei und die Müllabfuhr und -entsorgung. Zusätzlich förderte der Verband Kulturveranstaltungen und bestimmte die Wohnungsbaupolitik.

## Historische Entwicklung
Die interkommunale Zusammenarbeit begann 1994 mit einem 21 Gemeinden umfassenden District gleichen Namens. Von dessen Mitgliedern verließen fünf der an den Nord- und Südrändern gelegenen Gemeinden wenige Jahre später den District. Die eigentliche Communauté de communes entstand erst 2007 und gliederte im darauffolgenden Jahr die vier Gemeinden der ehemaligen Communauté de communes du Balcon du Rhône in den Verband ein. Mit dem Hinzustoßen der Gemeinde Tignieu-Jameyzieu zum Jahresbeginn 2014 stieg die Mitgliederanzahl wieder auf 21.
Mit Wirkung vom 1. Januar 2017 fusionierte der Gemeindeverband mit der Communauté de communes Les Balmes Dauphinoises und der Communauté de communes du Pays des Couleurs und bildete so die Nachfolgeorganisation Communauté de communes Les Balcons du Dauphiné.

## Ehemalige Mitgliedsgemeinden
Folgende 21 Gemeinden gehörten der Communauté de communes de l’Isle Crémieu an:
| Gemeinde                         | Einwohner 1. Januar 2022 | Fläche km² | Dichte Einw./km² | Code INSEE | Postleitzahl |
| -------------------------------- | ------------------------ | ---------- | ---------------- | ---------- | ------------ |
| Annoisin-Chatelans               | 724                      | 13,3       | 54               | 38010      | 38460        |
| Chamagnieu                       | 1.775                    | 13,7       | 130              | 38067      | 38460        |
| Chozeau                          | 998                      | 8,2        | 122              | 38109      | 38460        |
| Crémieu                          | 3.543                    | 6,1        | 581              | 38138      | 38460        |
| Dizimieu                         | 818                      | 9,7        | 84               | 38146      | 38460        |
| Frontonas                        | 2.116                    | 12,7       | 167              | 38176      | 38290        |
| Hières-sur-Amby                  | 1.198                    | 8,7        | 138              | 38190      | 38118        |
| La Balme-les-Grottes             | 1.157                    | 14,6       | 79               | 38026      | 38390        |
| Leyrieu                          | 919                      | 6,4        | 144              | 38210      | 38460        |
| Moras                            | 523                      | 8,3        | 63               | 38260      | 38460        |
| Optevoz                          | 877                      | 12,0       | 73               | 38282      | 38460        |
| Panossas                         | 682                      | 8,0        | 85               | 38294      | 38460        |
| Saint-Baudille-de-la-Tour        | 842                      | 21,8       | 39               | 38365      | 38118        |
| Saint-Romain-de-Jalionas         | 3.405                    | 13,7       | 249              | 38451      | 38460        |
| Siccieu-Saint-Julien-et-Carisieu | 601                      | 14,2       | 42               | 38488      | 38460        |
| Soleymieu                        | 849                      | 13,4       | 63               | 38494      | 38460        |
| Tignieu-Jameyzieu                | 7.944                    | 13,3       | 597              | 38507      | 38230        |
| Vernas                           | 266                      | 5,9        | 45               | 38535      | 38460        |
| Vertrieu                         | 605                      | 4,6        | 132              | 38539      | 38390        |
| Veyssilieu                       | 324                      | 6,5        | 50               | 38542      | 38460        |
| Villemoirieu                     | 1.890                    | 13,3       | 142              | 38554      | 38460        |